# Душан Оташевић
Душан Оташевић (Београд, 25. децембар 1940) српски је ликовни уметник и академик.

## Биографија
Рођен је 25. децембра 1940. у Београду. Дипломирао је на Академији ликовних уметности у Београду у класи професорке Љубице Сокић 1966. године.
Имао је четрдесетак самосталних изложби, неке од њих су у Београду 1965, 1967, 1970. и 1972, Новом Саду и Загребу 1967, Бреши 1968. и Венецији 1972. године. Учествовао је на бројним групним изложбама у земљи и иностранству међу којима су Бијенале младих и Октобарски салон 1966, Тријенале ликовних уметности 1967. и 1970, изложба „Конфортације '66” у Клагенфурту 1966, изложба „Савремена југословенска уметност” у земљама Јужне Америке 1968, изложба „Сликарство и графика младих југословенских уметника” у Паризу 1970, Бијенале у Венецији 1972. и шеста изложба СУЛУЈ-а у Сарајеву 1975. године.
За дописног члана изабран Српске академије науке и уметности од 30. октобра 2003. Редовни је члан Српске академије наука и уметности од 5. новембра 2009.
Ожењен је Миром са којом има сина Уроша и унука Вука.

## Награде
- Награда ЦК Савеза омладине у Београду 1968.[4]
- Откупна награда на Тријеналу југословенског цртежа у Сомбору 1970.[4]
- Награда Фонда „Владислав Рибникар”, Политика 1985.[5]
- Награда Фонда „Иван Табаковић”, САНУ 1992.[5]
- Награда за сликарство на Октобарском салону 1993.[5]
- Награда града Чачка на 18. Меморијалу „Надежда Петровић” 1994.[5]
- Награда „Мића Поповић”, Београд 2000.
- Награда Удружења ликовних уметника Србије 2001.[5]
- Награда Сава Шумановић, Нови Сад 2002.[5][6]
- Награда града Београда за ретроспективу „Попмодернизам”, Музеј савремене уметности у Београд 2004.[5]
- Награда Вукове задужбине 2004.[5]
- Награда „Милан Коњовић” 2010.[5]
- Повеља „Капетан Миша Анастасијевић” 2014.[5]

## Галерија
- Душан Оташевић: Друже Тито, љубичице бела, тебе воли омладина цела, 1969.
- „Добро јутро Казимире Маљевичу” (2010—2014), Народни музеј Краљево.